# Episodi di Fantasilandia (seconda stagione)
La seconda stagione della serie televisiva Fantasilandia è stata trasmessa in anteprima negli Stati Uniti d'America dalla ABC tra il 16 settembre 1978 e il 13 maggio 1979.
| nº | Titolo originale                                         | Titolo italiano | Prima TV USA      | Prima TV Italia |
| -- | -------------------------------------------------------- | --------------- | ----------------- | --------------- |
| 1  | Homecoming/The Sheikh                                    |                 | 16 settembre 1978 |                 |
| 2  | The Big Dipper/The Pirate                                |                 | 23 settembre 1978 |                 |
| 3  | The Beachcomber/The Last Whodunnit                       |                 | 30 settembre 1978 |                 |
| 4  | Best Seller/The Tomb                                     |                 | 14 ottobre 1978   |                 |
| 5  | I Want to Get Married/The Jewel Thief                    |                 | 21 ottobre 1978   |                 |
| 6  | The War Games/Queen of the Boston Bruisers               |                 | 28 ottobre 1978   |                 |
| 7  | Let the Goodtimes Roll/Nightmare/The Tiger               |                 | 4 novembre 1978   |                 |
| 8  | Return/The Toughest Man Alive                            |                 | 11 novembre 1978  |                 |
| 9  | The Appointment/Mr. Tattoo                               |                 | 18 novembre 1978  |                 |
| 10 | The Island of Lost Women/The Flight of Great Yellow Bird |                 | 25 novembre 1978  |                 |
| 11 | Carnival/The Vaudevillians                               |                 | 2 dicembre 1978   |                 |
| 12 | Charlie's Cherubs/Stalag 3                               |                 | 9 dicembre 1978   |                 |
| 13 | Vampire/The Lady and the Longhorn                        |                 | 16 dicembre 1978  |                 |
| 14 | Seance/Treasure                                          |                 | 13 gennaio 1979   |                 |
| 15 | Cowboy/Substitute Wife                                   |                 | 20 gennaio 1979   |                 |
| 16 | Photographs/Royal Flush                                  |                 | 27 gennaio 1979   |                 |
| 17 | The Stripper/The Boxer                                   |                 | 10 febbraio 1979  |                 |
| 18 | Pentagram/Casting Director/A Little Ball                 |                 | 17 febbraio 1979  |                 |
| 19 | Spending Spree/The Hunted                                |                 | 24 febbraio 1979  |                 |
| 20 | Birthday Party/Ghostbreaker                              |                 | 3 marzo 1979      |                 |
| 21 | Yesterday's Love/Fountain of Youth                       |                 | 17 marzo 1979     |                 |
| 22 | The Comic/The Golden Hour                                |                 | 5 maggio 1979     |                 |
| 23 | Cornelius and Alphonse/The Choice                        |                 | 6 maggio 1979     |                 |
| 24 | Bowling/Command Performance                              |                 | 12 maggio 1979    |                 |
| 25 | Amusement Park/Rock Stars                                |                 | 13 maggio 1979    |                 |